# دمية

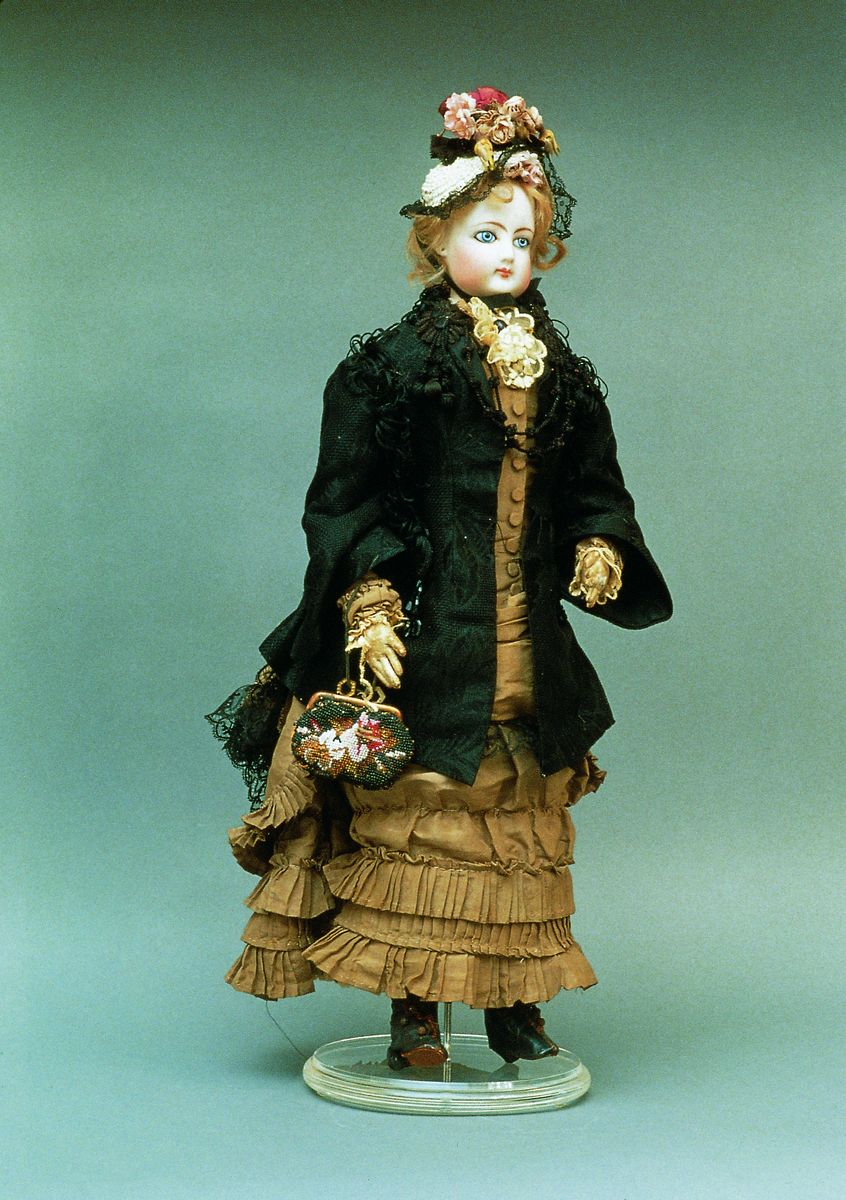

الدمية أو العروس هي جسم بلا روح يمثل طفل إنسان أو أي شكل آخر له علاقة بالإنسان، وأحيانا تحتوي على ملامح مستوحاة من الحيوانات أو مخلوقات خيالية. ظهرت الدمى إلى الوجود منذ بدايات الحضارة البشرية وتمت صناعتها من العديد من المواد كالحجر، الخزف، الخشب، العظم، الورق والقماش، البورسلين، المطاط والبلاستيك.
الدمى تقليديا تستخدم كلعب للأطفال، لكن أيضا يتم جمعها من الكبار لقيمتها الحنينية، جمالها، قيمتها التاريخية أو المالية.
وتعتبر الدمي أحيانا من الديكورات التي تتواجد في المنازل بكثره.. لجمال شكلها والوانها

## تاريخ
إن تاريخ الدمى طويل جداً، فأقدم دمية معروفة في العالم تعود إلى حوالي (24) ألف سنة.

## اليابان والدمى
لا توجد أي دولة تمتلك تنوعا في الدمى أكثر من اليابان التي احتفظت بتقاليدها الفريدة في صناعة الدمى حتى الوقت الحاضر، كما إن أصل الدمى اليابانية قديم للغاية، ويبدأ في عصر جومون حوالي (3000) سنة قبل الميلاد، من الدمى الأسطورية لدى اليابان.
أوتاتاني (الإغفاءة القصيرة)
هذه الدمية تمتثل شابة تحدق مليا بحنان في رضيعها الذي يغفو بين ذراعيها.
جورا كوداي
عرفت جورا كوداي بكونها عمارة مترفة شيدها تويوتومي
هيديوشي فيكيوتو
خلال القرن (16) وتمثل الدمية امرأة من طبقة النبلاء في تبك الفترة تمتاز بالروعة والفخامة.

## أشهر أنواع الدمى
- فلة (دمية)
- باربي
- دمية تجارب تصادمية
- بينوكيو
- دبدوب
- دمية جورب
- دمية ماتريوشكا
- دمى متحركة

## حواش
1. ↑  الدمية في أصل معناها الصنم ثم أطلقت الصورة المنقوشة ثم على الصورة إطلاقا. من باب آخر، جاء في القاموس المحيط، مادة البني: «البَناتُ: التَّماثيلُ الصِّغارُ يُلْعَبُ بِها» والظاهر أنها تسمية أخرى.